# Botryobasidiaceae
Botryobasidiaceae è una famiglia di funghi basidiomiceti appartenenti all'ordine Cantharellales.

## Generi di Botryobasidiaceae
Il genere tipo è Botryobasidium Donk, altri generi inclusi sono:
- Allescheriella
- Alysidium
- Suillosporium

## Sinonimi
- Corticiaceae sottofamiglia Botryobasidioideae [2]